# Cardamine rostrata
Cardamine rostrata là một loài thực vật có hoa trong họ Cải. Loài này được Griseb. mô tả khoa học đầu tiên năm 1854.